# Plagiochasma
Plagiochasma es un género de musgos hepáticas de la familia Aytoniaceae. Comprende 32 especies descritas y de estas, solo 15 aceptadas.

## Taxonomía
El género fue descrito por Lehm. & Lindenb.  y publicado en Novarum et Minus Cognitarum Stirpium Pugillus 4: 13. 1832.  La especie tipo es: Plagiochasma cordatum Lehm. & Lindenb.

## Especies aceptadas
A continuación se brinda un listado de las especies del género Plagiochasma aceptadas hasta diciembre de 2014, ordenadas alfabéticamente. Para cada una se indica el nombre binomial seguido del autor, abreviado según las convenciones y usos.	
- Plagiochasma appendiculatum Lehm. & Lindenb.
- Plagiochasma argentinicum Bischl.
- Plagiochasma beccarianum Stephani
- Plagiochasma boliviana Steph.
- Plagiochasma cordatum Lehm. & Lindenb.
- Plagiochasma cuneatum A. Evans
- Plagiochasma eximium (Schiffner) Stephani	Accepted
- Plagiochasma intermedium Lindenb. & Gottsche
- Plagiochasma japonicum (Stephani) C. Massal.
- Plagiochasma landii A. Evans
- Plagiochasma microcephalum (Stephani) Stephani
- Plagiochasma pterospermum C. Massal.
- Plagiochasma rupestre (G. Forst.) Stephani
- Plagiochasma sessilicephalum Horik.
- Plagiochasma wrightii Sull.